# Guido von Thouars
Guido von Thouars (Guy de Thouars) († 13. April 1213 in Chemillé) war der dritte Sohn von Gottfried V. (Geoffroy V), Vizegraf von Thouars, und war von 1203 bis 1206 Herzog von Bretagne (duc baillistre) im Namen seiner Ehefrau, der Herzogin Konstanze von der Bretagne.
Er und Konstanze († 1201), die Witwe des Herzogs Gottfried II. hatten zwei Töchter:
- Alix (* 1200; † 1221), die spätere Herzogin der Bretagne.
- Katharina (* 1./5. September 1201; † 1237/1240), heiratete 1212 André III de Vitré (Haus Vitré)
- Vielleicht Margarete (* 1./5. September 1201; † 1216/1220),[1][2][3][4][5][6][7][8] ⚭ mit Gottfried I., Vizegraf von Rohan

Im Jahr 1203 folgte er – im Namen seiner Tochter – seinem Stiefsohn Arthur I., der vom englischen König Johann Ohneland ermordet worden war, doch der französische König Philipp II. übernahm die Kontrolle des Herzogtums, und zwang Guido, seine Tochter 1213 mit Peter Mauclerc aus dem Haus Frankreich-Dreux zu verheiraten, obwohl sie zuvor bereits mit dem jungen Heinrich von Avaugour verlobt worden war.